# Mwanzakombe, Zambia
Mwanzakombe  este un oraș  în  provincia Luapula, Zambia.